# 1992年夏季残疾人奥林匹克运动会法国代表团
1992年夏季残疾人奥林匹克运动会法国代表团是法国派出的1992年夏季残疾人奥林匹克运动会代表团。获得36枚金牌、36枚银牌和34枚铜牌。